# Kormos hantmadár
A kormos hantmadár (Oenanthe leucura) a madarak (Aves) osztályának a verébalakúak (Passeriformes) rendjéhez, ezen belül a  légykapófélék (Muscicapidae) családjához tartozó faj.

## Rendszerezése
A fajt Johann Friedrich Gmelin német természettudós írta le 1789-ben, a Turdus nembe Turdus leucurus néven.

## Alfajai
- Oenanthe leucura leucura (Gmelin, 1789)
- Oenanthe leucura syenitica (Heuglin, 1869)[2]

## Előfordulása
Franciaország, Spanyolország, Algéria, Líbia, Marokkó, Portugália, Tunézia és Nyugat-Szahara területén honos. Kóborló Bulgária, Görögország, Izrael, Olaszország, Liechtenstein, Málta, Mauritánia, Montenegró, Norvégia és Szerbia területén.  Gibraltár területéről kihalt. 
Természetes élőhelyei a mérsékelt övi erdők, mediterrán típusú cserjések és tengerpartok, sziklás környezetben. Állandó, nem vonuló faj.

## Megjelenése
Testhossza 18 centiméter, testtömege 37–44 gramm. A hím teljesen fekete, kivéve a fehér far, és farok. A tojó hasonló, de fekete helyett sötétbarna.

## Életmódja
Gerinctelenekkel, kisebb gyíkokkal és növényi anyagokkal táplálkozik.

## Szaporodása

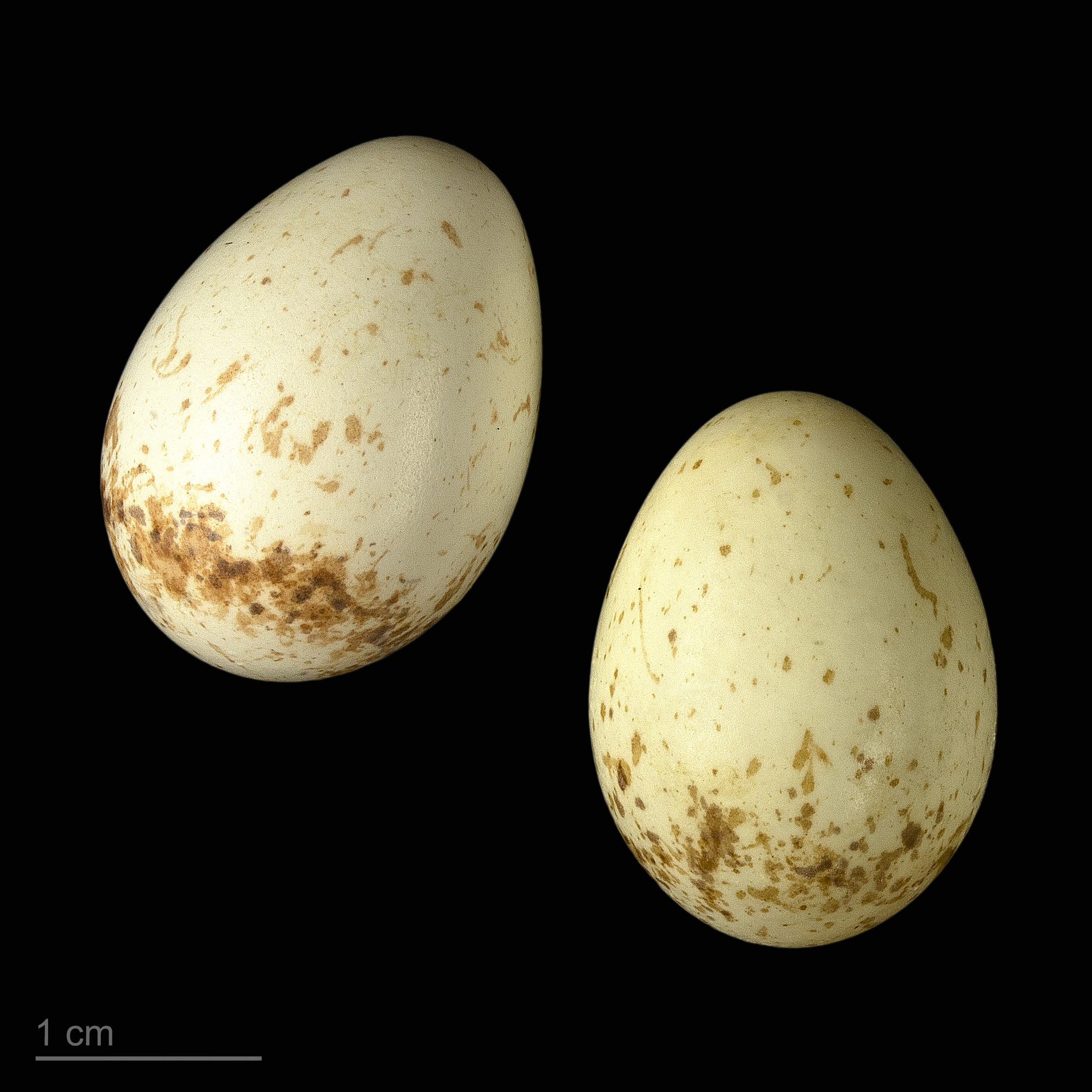
Oenanthe leucura syenitica

Sziklákon és sziklás lejtőkön költ. Fészkét legtöbbször szikla hasadékokba csinálja. Fészekalja 3–6 tojásból áll.

## Természetvédelmi helyzete
Az elterjedési területe rendkívül nagy, egyedszáma viszont csökken, de még nem éri el a kritikus szintet. A Természetvédelmi Világszövetség Vörös listáján nem fenyegetett fajként szerepel.